# Baracuda
Baracuda – niemiecki zespół muzyczny tworzący muzykę dance (ściślej hard dance), założony w 2002 przez Axela Konrada i Ole Wierka związanych z Groove Coverage. Członkowie zespołu to Tobias Lammer (DJ Toby Sky) i wokalistka Sunny.

## Historia
Zadebiutowali piosenką Damn (Remember The Time), cover piosenki “Verdammt Ich Lieb Dich” z repertuaru Matthias Reim. Następną piosenka, I leave the world today, lato 2003 nie była tak popularna jak Damn.
W lipcu 2005 wydany został trzeci singiel Ass Up, który uplasował się na 70. miejscu niemieckiej listy przebojów. Piosenka była popularna też i w Polsce. Kolejnym singlem jest piosenka zatytułowana La Di Da, która wyszła w maju 2007. 1 sierpnia 2008 pojawiła się kolejna piosenka (cover) utworu Lary Fabian I Will Love Again. Utwór ten szybko uzyskał ogromną popularność w Niemczech. Zespół był gościem wielu programów telewizyjnych. Ostatnim singlem zespołu jest piosenka zatytułowana Where Is The Love.

## Single
- (2002) Damn
- (2003) Leave the world today
- (2005) Ass Up
- (2007) La Di Da
- (2008) I Will Love Again
- (2009) Where Is The Love